# 365 Кордуба
365 Кордуба (365 Corduba) — астероїд головного поясу, відкритий 21 березня 1893 року Огюстом Шарлуа у Ніцці.